# Großsteingrab Benz
Das Großsteingrab Benz war eine megalithische Grabanlage der jungsteinzeitlichen Trichterbecherkultur bei Benz auf Usedom im Landkreis Vorpommern-Greifswald (Mecklenburg-Vorpommern). Es wurde 1884 zerstört.

## Lage
Der exakte Standort des Grabes ist nicht überliefert. Er wird angegeben als „auf dem Heidenfeld“, östlich von Benz am Schmollensee.

## Beschreibung
Das Grab wurde durch Herrn Pistorius aus Swinemünde beschrieben, war aber bei seiner Besichtigung bereits weitgehend zerstört. Es bestand aus Granitplatten und war in die Erde eingetieft. Angaben zu Maßen, Ausrichtung und Typ des Grabes liegen nicht vor (es wird als große Steinkiste bezeichnet, was damals aber ein Oberbegriff für alle vorgeschichtlichen Steingräber war). Pistorius konnte mehrere vermutliche Feuerstellen ausmachen. Es hatten sich Knochenreste von mehreren Individuen erhalten. An Grabbeigaben wurden sechs Feuerstein-Geräte gefunden: Ein dünnblattiges Beil, vier Hohlbeile und ein Fragment eines vierkantigen Schmalmeißels. Ein Beil überließ Pistorius der Gesellschaft für pommersche Geschichte, Altertumskunde und Kunst, die restlichen Geräte verblieben in seinem Privatbesitz und sind heute verschollen. In früherer Zeit war die Gesellschaft auch in den Besitz einiger Bernstein-Perlen aus Benz gelangt. Ihr genauer Fundort ist unbekannt, möglicherweise stammten sie aber auch aus dem Grab oder seiner Umgebung.
An einer anderen Fundstelle bei Benz wurden drei weitere Feuerstein-Geräte entdeckt: Ein Beil, ein Meißel und eine Doppelaxt. Direkt im Ort kam um 1884 beim Fundamentieren eines Hauses eine Fundstelle zutage, die zahlreiche Feuerstein-Splitter sowie prismatische Messer, ein Flachbeil, einen Meißel und eine steinerne Axt barg. Möglicherweise handelte es sich um die Reste eines weiteren, mit Feuerstein-Splittern gepflasterten Grabes, wahrscheinlicher aber um einen Feuerstein-Schlagplatz. Auch diese Fundstücke gelangten in Pistorius’ Privatbesitz und sind heute verschollen.